# Perito (leggenda)

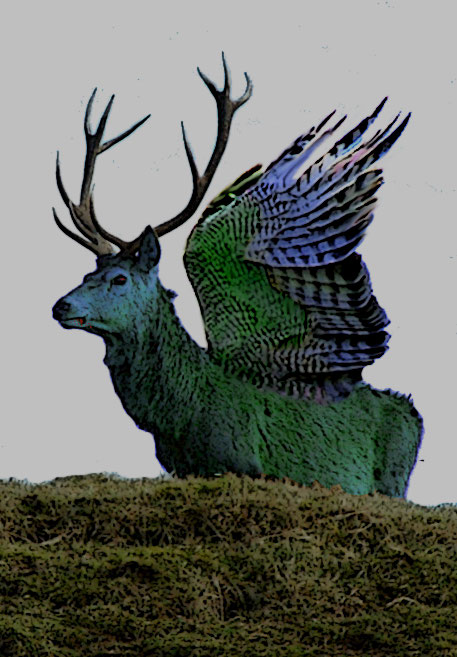
Ricostruzione artistica di un perito ottenuta tramite fotomontaggio

I pèriti sono creature immaginarie descritte da Jorge Luis Borges come abitanti di Atlantide dall'aspetto di grandi uccelli dal piumaggio verde scuro (o azzurro) con la testa di cervo.
Quando si mettono alla luce del sole, però, non proiettano quella che dovrebbe essere la loro ombra, ma quella di un essere umano. Per questo motivo si pensava che i pèriti fossero le anime di uomini morti senza la protezione degli dei. Per riacquistare il favore divino uccidono un uomo ciascuno, riacquistando la propria vera ombra, e si rotolano nel sangue della vittima per poi fuggire in alto. A volte si nutrono di terra secca e sono soliti volare a stormi.
Secondo Borges, che dedica loro una voce del suo Manuale di zoologia fantastica, avrebbero un giorno distrutto i Romani stando a un perduto oracolo della Sibilla Eritrea (non riportato nei Libri sibillini); inoltre, sempre secondo Borges, sarebbero stati descritti da un autore arabo la cui opera bruciò nell'incendio della Biblioteca di Alessandria e da "un rabbino di Fez (indubbiamente Aaron ben Chaim)", che avrebbe citato il primo in un documento conservato all'università di Monaco e poi distrutto "in un bombardamento o per via dei nazisti".
Il termine è del tutto sconosciuto nelle fonti dell'antichità classica e, sulla base delle sue caratteristiche morfologiche e tematiche, si dovrebbe concludere che, se non si tratta di un'invenzione totalmente moderna, non ha comunque un'origine più antica del periodo medievale.